# Ximén Pérez de Salanova
Ximén Pérez de Salanova (Jimeno Pérez de Salanova) fue un importante jurista y Justicia de Aragón, en los reinos de Jaime II y Alfonso IV. 
Para dicho cargo fue nombrado como sucesor de Juan Zapata de Cadrete el 4 de marzo de 1294 y permaneció en él hasta noviembre de 1330 cuando le sucedió Sancho Jiménez de Ayerbe, quien había sido su lugarteniente. 

## Biografía
Realizó sus estudios en la Universidad de Tudela en el 1268 y después trabajó como Juez de Curia.
Asistió en 1330 a la Junta que aprueba el Privilegio General y en 1283 es propuesto por la Unión para el consejo del Rey, al igual que también asistió a diversas Cortes, como las de 1300, 1301, 1307 y 1311, celebradas en Zaragoza, Alagón y Daroca. Al igual que asistió a otros acontecimientos importantes durante los reinados de los reyes Jaime II y Alfonso IV hasta su muerte a mediados de diciembre del 1330 con 77 años. Se casó con Martina Pérez de Tarba.

## Obra jurídica
- Experto en Fuero y Derecho, que participó de manera notable en la actividad legislativa de Jaime II.

- En cuanto Juez, se conocen un alto número de sus sentencias y gozó de gran autoridad personal.

- Por encargo de las Cortes traduce los Fueros del latín a la lengua romance. Destaca como autor de las colecciones de Observancias, que fueron editadas y traducidas por Antonio Pérez Martín. Las observancias son obras de autor que reciben su autoridad de los jueces que juzgan lo que es observancia y también de los jueces que las coleccionan. En la última de ellas introduce el principio de que los fueros no reciben interpretación extensiva. Esta última observancia tiene una gran trascendencia política y supone que en adelante los fueros, lo mismo que los pactos entre particulares, no pueden ser interpretados (señaladamente, ampliados) por los jueces. Se pone así punto final a la creación judicial de normas forales mediante las observancias.

- Es también autor de dictámenes y consultas